# ゲオルク・アレクサンダー・ツー・メクレンブルク
ゲオルク・アレクサンダー・ヘルツォーク・ツー・メクレンブルク（ドイツ語: Georg Alexander Herzog zu Mecklenburg, 1921年8月27日 - 1996年1月26日）は、ドイツの旧諸侯メクレンブルク＝シュトレーリッツ家の家長（1963年 - 1996年）。メクレンブルク＝シュトレーリッツ大公ゲオルクの玄孫にあたる。

## 生涯
カーロウ（カルロフ）伯ゲオルクとその最初の妻イリナ・ミハイロヴナ・ライェフスカヤの長男として、ニースで生まれた。父ゲオルクは1928年、叔父のメクレンブルク＝シュトレーリッツ家家長カール・ミヒャエルの養嗣子となり、「メクレンブルク公」の称号を名乗った。カーロウ伯爵家の「メクレンブルク公」への昇格は、翌1929年にロシア帝室家長キリル・ウラジーミロヴィチ大公、およびメクレンブルク＝シュヴェリーン家家長フリードリヒ・フランツ4世の承認を受けた。
1934年に父がメクレンブルク＝シュトレーリッツ家家長位を継ぐと、ゲオルク・アレクサンダーはその推定相続人となった。1940年4月、ナチス政府の扇動によってレンプリンにあった大公家の居城は放火されて焼失した。第二次世界大戦末期、ゲオルク・アレクサンダーは父とともにゲシュタポに拘束された。
ゲオルク・アレクサンダーはフライブルク大学で法学を専攻し、その後銀行業務を学んだ。1950年12月18日にメクレンブルク＝シュヴェリーン家が父ゲオルクをメクレンブルク＝シュトレーリッツ家家長として認めると同時に、ゲオルク・アレクサンダーとその家族は「カーロウ伯爵」の称号を使うのを止めた。ゲオルク・アレクサンダーは一時アイルランドに居住し、家族の持つ多くの財産を管理していた。西ドイツへの帰国後は、20年の間広告会社に勤務した。
1963年7月6日の父の死後、ゲオルク・アレクサンダーはメクレンブルク＝シュトレーリッツ家家長の地位を継いだ。1990年に東西ドイツが統一されるとゲオルク・アレクサンダーはメクレンブルクに帰り、地元政府から大公家のかつての居城の一つミロウ城の一角を邸宅として提供され、同時に荒れ果てたミロウ城の修復作業に協力した。ゲオルク・アレクサンダーは1996年にミロウで死去し、家長位は唯一の息子のボルヴィンが継承した。

## 結婚と子女
1946年4月30日にジクマリンゲンでエスターライヒ大公ヨージェフ・アーゴシュトの孫娘イロナと民事婚および宗教婚を執り行った。イロナとの間に1男3女を儲けたが、1974年12月12日に離婚した。
- エリーザベト・クリスティーネ（1947年 - ） - 1974年にブッシェ＝イッペンブルク男爵アルハルトと結婚、1997年に離婚
- マリー・カタリーナ（1949年 - ） - 1978年、ヴォルグガング・フォン・ヴァシェレフスキと結婚
- イレーネ（1952年 - ） - 1979年、コンスタンティン・ハームセンと結婚
- ボルヴィン（1956年 - ） - メクレンブルク家家長